# Randi Nordby
Randi Nordby, född 15 maj 1926, död 28 mars 1991, var en norsk skådespelare och filmregissör.
Nordby scendebuterade 1938 vid Det Nye Teater och verkade där tills 1959 då teatern bytte namn till Oslo Nye Teater. Hon fortsatte där under 1960-talet och var också engagerad vid Filiokus Teatret.
Hon filmdebuterade 1955 i Trost i taklampa och gjorde sammanlagt 22 film- och TV-roller fram till 1983, några av dessa vid TV-teatret. År 1971 regisserade hon sin enda film, Full utrykning.

## Filmografi
Roller (urval)
- 1955 – Trost i taklampa
- 1958 – Bustenskjold
- 1959 – Støv på hjernen
- 1961 – Norges söner

Regi
- 1971 – Full utrykning